# 564
564 foi um ano bissexto do século VI que teve início à terça-feira e terminou a uma quarta-feira, segundo o Calendário Juliano. as suas letras dominicais foram F e E
| Ano completo                          |
| ------------------------------------- |
| Ano bissexto com início à terça-feira |